# ケプラー78
ケプラー78は、はくちょう座の方向に約407光年の距離にある、見かけの明るさが12等級の恒星である。半径は太陽より約26%小さい。表面温度は5,058Kと推定される。
| 太陽 | ケプラー78 |
| ---- | ---------- |
| 太陽 | Exoplanet  |

## 経緯
ケプラー78は、ケプラー宇宙望遠鏡による太陽系外惑星探査が行われた恒星で、当初はケプラーの観測対象としての名称KIC 8435766で呼ばれていた。
2011年に発表されたケプラーの観測成果では、食連星とされたが、更に詳しい光度曲線の分析や、分光観測、撮像観測と組み合わせた研究によって、この恒星の周りを公転しているのは地球程度の大きさの惑星であることがわかった。
惑星の発見により、この恒星は「ケプラー78」という名称が付与され、惑星はケプラー78bと命名された。

## 惑星系
ケプラー78bは、母星の視線速度の精密な測定から質量を推定したところ、密度が地球と同等であることがわかり、岩石惑星とされた。これは、地球と同程度の大きさの岩石惑星が太陽系外で発見された、最初の例となった。
| 名称 （恒星に近い順） | 質量                | 軌道長半径 （天文単位） | 公転周期 (日)   | 軌道離心率 | 軌道傾斜角 | 半径                   |
| --------------------- | ------------------- | ----------------------- | --------------- | ---------- | ---------- | ---------------------- |
| b                     | 1.86 +0.38 −0.25 M⊕ | 0.0426 ± 0.0025         | 0.3550 ± 0.0004 | 0          | 79 +9 −14° | 1.173 +0.159 −0.089 R⊕ |